# Bistum Ypern

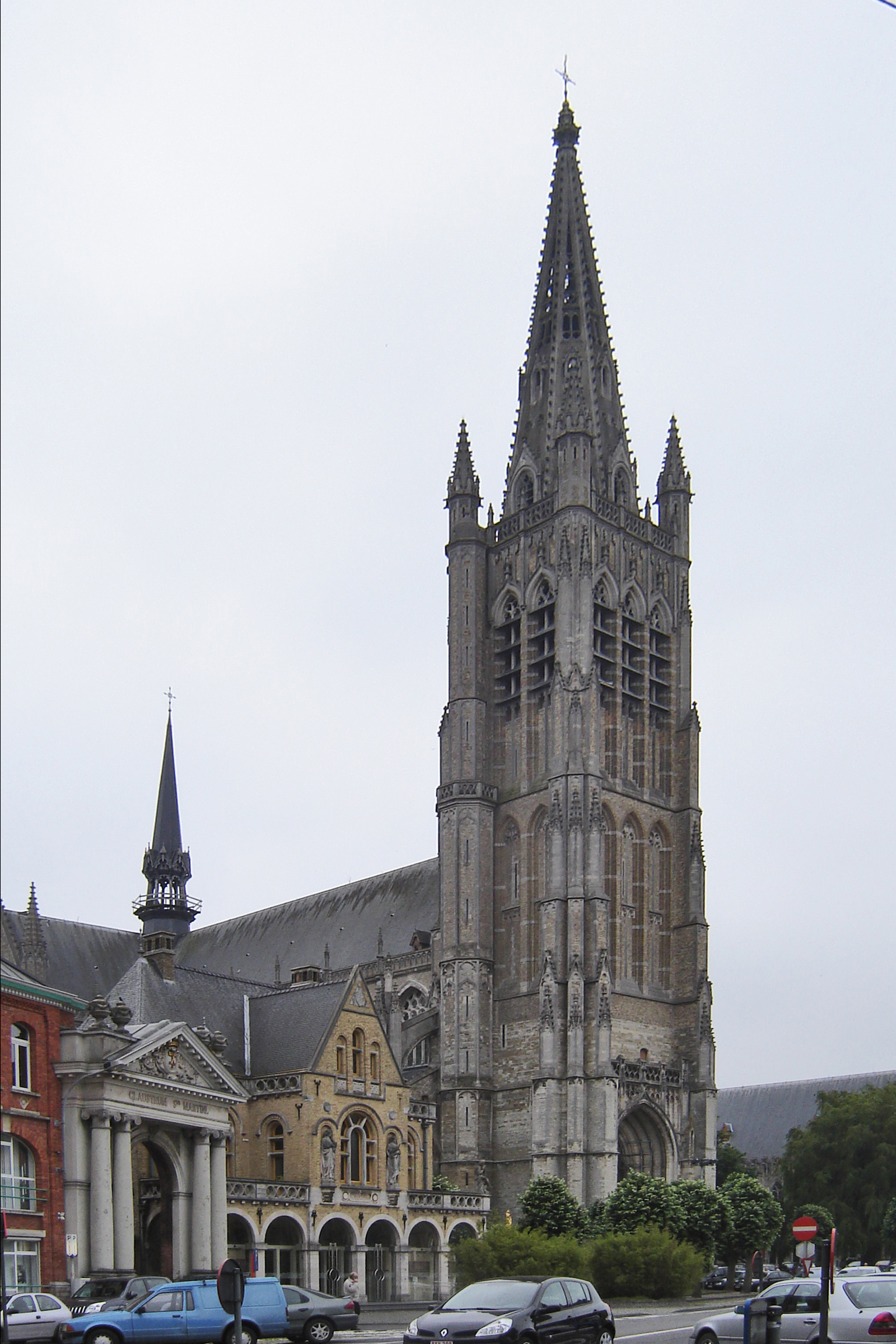
Sint Maartenskathedraal

Das Bistum Ypern (lat.: Dioecesis Yprensis seu Iprensis) war ein römisch-katholisches Bistum mit Sitz in Ypern im heutigen belgisch-französischen Grenzgebiet.

## Geschichte
Papst Paul IV. gründete das Bistum mit der Bulle Super Universas am 12. Mai 1559 aus Gebietsabtretungen der Bistümer Tournai und Thérouanne und wurde dem Erzbistum Mecheln als Suffragandiözese unterstellt. 
Nach dem Konkordat von 1801 wurde das Bistum am 29. November 1801 in das Bistum Gent integriert. Ypern ist seit 1969 ein Titularbistum.